# ランラン号
ランラン号（ランランごう）は、STVラジオの移動中継車の愛称である。

## 概要
1973年に「行動するラジオ」を目指してラジオカーを導入。同時にキャスタードライバーが登場。同年8月に「ランラン号」と名づけられた。街中を走る「RUNRUN」と当時人気だったパンダのランランが由来と言われている。末期の車両の車体には右側面に「RUN RUN GO!」の文字が入っていた。
2025年春季の改編をもって廃止の方針となり、3月24日から1週間は「ラストランウィーク」と銘打って最後のキャスタードライバーとなった今朝丸仁美に加えOGの渋谷愛奈美・中村笑野・山本浩子・田付美帆・田村みなみ・加茂静夏も一部中継を担当し、中継先の日本気象協会では二本柳友弥子も出演、3月28日『まるごと!エンタメ〜ション』の中継リポートをもって運用を終了。

## キャスタードライバー
- ランラン号には毎日「キャスタードライバー」と呼ばれるリポーター兼ドライバーが乗務し、生ワイド番組内で主に札幌市内の中継先から道路情報や催事情報などを伝える。キャスタードライバーは2名が交替でそれぞれリポートとドライバーを担当する。3名以上だった2016年3月までは日々の組み合わせは毎回変わっていた。
- 人数は当初6名だったが、1990年代後半に4名、2011年に3名に縮小され、2016年4月より更に2名に縮小。それに伴い、同月からは平日のみの活動となる。また最末期の2024年以降は体調不良での離脱などで1名での活動が目立つ形となった。
- 任期はかつて2年で、1年ごとに1名ずつ入れ替わっていたが、末期は3年 - 5年の長期となっている。募集を経て選考された者が研修ののち、本格的にキャスタードライバーとして活動。
- 卒業後は引き続きSTVラジオの番組やテレビ・ラジオパーソナリティ、実業家など各方面で活躍している者も多い。

主なキャスタードライバー
- 小竹知子（第18代）[7] - 現・札幌市議会議員（豊平区）
- 佐賀野千晶（第41代）
- 今野雅代 - 卒業後はMASAYO名義でラテンシンガーとして活動[8]
- 梅本万里（第45代）[7]
- 岡本由美子（おかもと・ゆみこ）（第50代・1991年4月 - 1993年3月）[9]
- 川俣美香子（かわまた・みかこ）（第51代・1991年4月 - 1993年3月）[9]
- 大波友子（おおなみ・ともこ）（第52代・1991年8月 - 1993年8月）[9]
- 桑島美由生（くわじま・みゆき）（第53代 1992年4月 - 1994年3月）[9]
- 中川智子（なかがわ・ともこ）（第54代 1992年4月 - 1994年3月）[9]
- 安田優子（やすだ・ゆうこ）（第55代 1992年4月 - 1994年3月）[9]
- 小鷹尚美（こたか・なおみ）（第56代 1993年4月 - 1995年3月）[9]
- 磯野裕美子（いその・ゆみこ）（第57代 1993年4月 - 1995年3月）[9]
- 斉藤仁美（さいとう・さとみ）（第58代 1993年9月 - 1995年9月）[9]
- 岡元由希子（第65代）[10]
- 北村誇子（第66代）[10]
- 高岡麻美（第67代）[10]
- 堀崎絵里（第68代）[10]
- 桜庭忍（第69代）[10]
- 富井瞳（第70代）[10]
- 菅原出
- 竹内亜紀子（第75代・2000年 - 2002年）
- 二本柳友弥子（第76代・2000年 - 2002年）現日本気象協会・気象予報士 [11]。STVのほか、NHKラジオ第一（北海道地域）の気象情報にも出演している。
- 森田聖子（第77代・2000年 - 2002年）
- 藤本絵里抄
- 佐藤幸代
- 小野寺ひとみ
- 梅野美咲子 (第79代、2001年 - 2003年）
- 渋谷愛奈美（第80代・ - 2003年3月）
- 塩野和可子（第82代、2002年3月[12] - 2004年3月）後にウイークエンドバラエティ 日高晤郎ショー セブン−イレブン探険隊 初代中継リポーター
- 佐々木景子 - (第81代、2002年4月 - 2004年3月）卒業後FMニセコパーソナリティ[13]
- 田所愛（たどころ・あい）（第83代・2003年4月 - 2005年3月）
- 増川愛美（ますかわ・まなみ）（第84代・2003年4月 - 2005年3月）
- 大吉昭子（おおよし・あきこ）（第85代・2004年4月 - 2006年3月）
- 三木美香子（みき・みかこ）（第86代・2004年4月 - 2006年3月）
- 岸日奈子（きし・ひなこ）（第87代・2005年4月 - 2007年3月）
- 中村笑野（なかむら・えみの）（第88代・2005年4月 - 2008年3月）現STVラジオパーソナリティ
- 小松田梨乃（こまつだ・りの）（第89代・2006年4月 - 2007年3月）
- 正岡瞳　（まさおか・ひとみ）（第90代）　夫は元STVラジオディレクター（現STVテレビ局員）の村上安昌
- 笹田亜美（ささだ・あみ）（第91代・2007年4月 - 2008年3月）
- 関野清香（せきの・さやか）（第92代・ 2007年4月 - 2009年3月）
- 石岡愛美（いしおか・まなみ）（第93代・ 2008年4月 - 2010年3月）卒業後、Yo!Hey!サンデー!の初代アシスタントを担当。
- 室有佳了（むろ・ゆかり）（第94代・ 2008年4月 - 2010年3月）
- 道下里美（みちした・さとみ）（第95代・ 2009年4月 - 2011年3月）
- 山崎真以（やまざき・まい）（第96代・ 2009年4月 - 2011年3月）
- 佐々木英恵（ささき・はなえ）（第97代・2010年4月 - 2012年3月）卒業後工藤じゅんきの十人十色アシスタントを一時務めた。
- 山本浩子（やまもと・ひろこ）（第98代・2010年4月 - 2012年3月）現STVラジオパーソナリティ「牧やすまさ 路地裏のスピリッツ」「Dr.トーコのラジオ診療室」担当
- 安田沙綾（やすだ・さあや）（第99代・2011年4月 - 2013年3月）
- 田付美帆（たつき・みほ）（第101代・2012年4月 - 2014年3月）現ごきげんようじ セブン−イレブン探険隊 2代目中継リポーター
- 阿部菜穂子（あべ・なおこ）（第100代・2012年4月 - 2015年3月）[14]
- 庄内沙希（しょうない・さき）（第102代・2013年4月 - 2016年3月）卒業翌月よりオハヨー!ほっかいどう木・金曜パーソナリティ
- 花井瑞穂（はない・みずほ）（第105代・2015年3月[14] - 2018年4月[15]）
- 佐藤彩希（さとう・あやき）（第106代・2018年4月[16] - 2018年8月[17]）元茨城放送アナウンサー、2018年8月20日より茨城県潮来市地域おこし隊[18]。
- 田村みなみ（たむら・みなみ）（第104代・2015年3月[14] - 2020年3月[19]）現STVラジオパーソナリティ　卒業後翌4月より「イイ唄 イロイロ 歌謡曲」を担当[20]。
- 加茂静夏（かも・しずか）（第107代・2018年8月[21]  - 2021年10月15日[22]）卒業後明石のいんでしょ大作戦!アシスタント
- 加藤稚菜（かとう・わかな）（第108代・2020年3月30日[23] - 2023年4月7日）
- 正下実紅（しょうげ・みく）（第110代・2023年4月10日 - 2024年2月） 卒業後テレビ佐世保キャスター[24]
- 斉藤未涼（さいとう・みすず）（第111代・2024年7月19日 - 2025年2月28日）[25]卒業後NHK釧路放送局キャスター[26]
- 今朝丸仁美（けさまる・ひとみ）（第109代・2021年10月18日 - 2025年3月28日）卒業後「ラジオノマド」を担当。

## 歴代車両
延べ13台を使用。初期は赤と白と緑の配色とした。
- ダットサン・ブルーバード（5代目）（1973年当初）[27]
- トヨペット・コロナ（5代目）（1973年当初）[27]
- トヨタ・コロナ（10代目）（1992年導入） - 緑色の割合を増やし、開局30周年ロゴも書き添えた塗装とした[28]。
- トヨタ・イプサム(2005年5月導入) - 赤を基調に青や緑も添えた塗装とした[29]。
- トヨタ・マークXジオ（2012年4月28日導入[30]） - 下部を黄色と側面「STVラジオ」のロゴを境に上部をピンク、ボンネットとトランクを緑、屋根を青に塗装した[31]。
- トヨタ・C-HR（2017年3月27日導入） - 白を基調に左側面にSTVラジオのロゴ、右側面に局のロゴと同様の配色で「Run Run Go!」のロゴを大きく記した[27]。

## 出演番組
- 歌謡ワイド[32]
- オハヨー!ほっかいどう[33]
- ドライビングパートナー・STVホットライン[34]
  - 福永俊介のホットラインまっちょ[35]
- ときめきワイド
- 牧泰昌の夕やけジャーナル
- 牧やすまさのスーパースクランブル
- どさんこラジオ
- 生活情報バラエティ わくわくラジオ
- 吉川のりおの聞いてナットク のりのりラジオ
- オハヨー!土曜日
- ウイークエンドバラエティ 日高晤郎ショー[36]
- 情報アライブ
- まるごと!エンタメ〜ション
- 工藤じゅんきの十人十色
- 吉川のりお スーパーLIVE

## 北海道他局のラジオカー
- HBCラジオ ： トピッカー
- AIR-G' ： AIR-G'カー
- FM NORTH WAVE ： ハピネスリーフ
- FMいるか ： いるか号
- FMおたる ： ハーディ号
- FMびゅー ： FMびゅーカー
- FMねむろ ： ちょき丸